# یاویزا

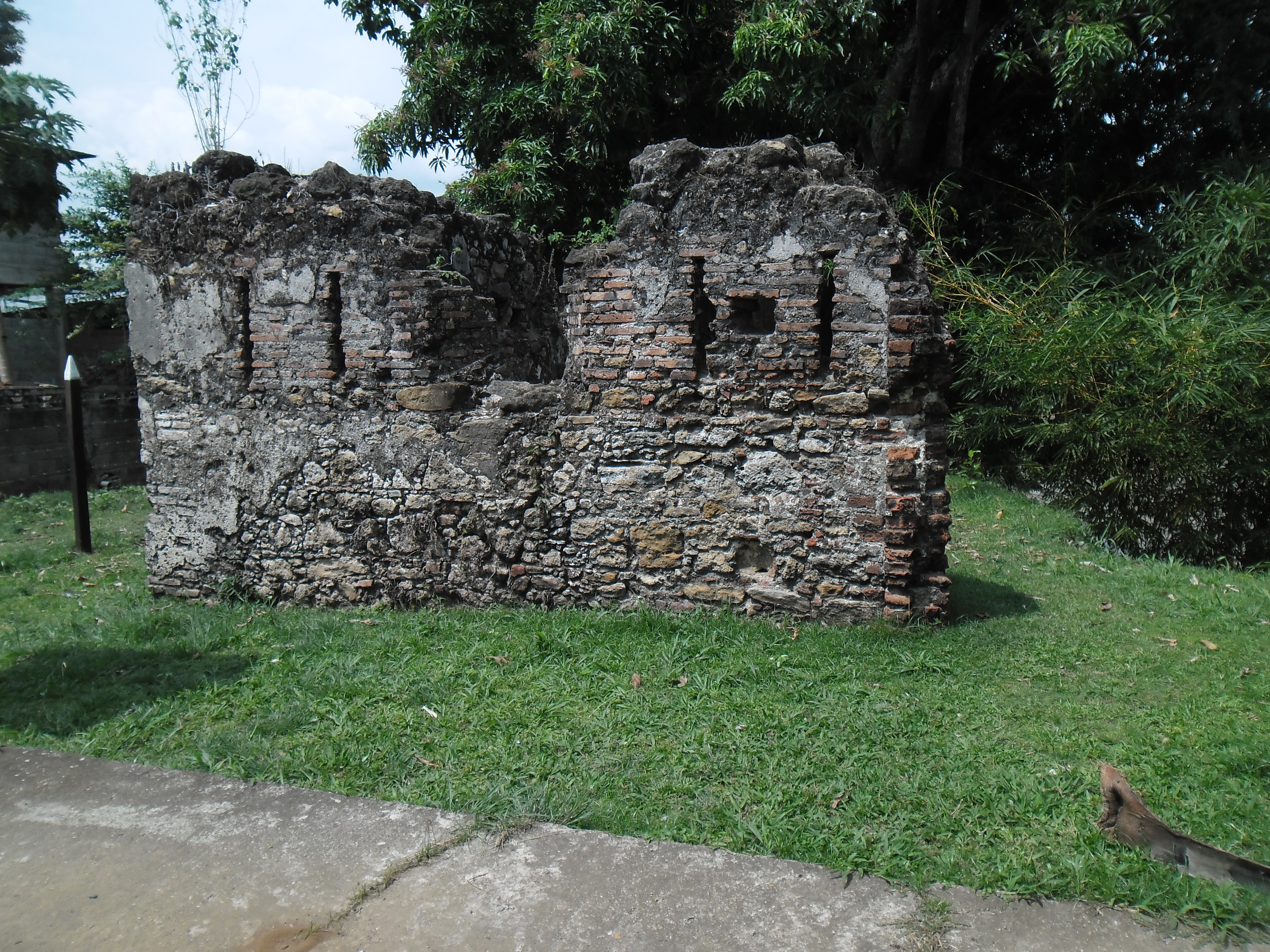
ویرانه‌های قلعهٔ سن خرونیمو در یاویزا

یاویزا (انگلیسی: Yaviza) شهری است در شهرستان پینوگانا، استان دارین، پاناما که بر اساس سرشماری سال ۲۰۱۰، جمعیتی برابر با ۴٬۴۴۱ نفر دارد.

## موقعیت جغرافیایی
این شهر در انتهای جنوب‌شرقی بخش شمالی بزرگراه سراسری قارهٔ آمریکا و در ابتدای گسست دارین قرار دارد. یاویزا در کنار رودخانهٔ چوکوناچه، یکی از شاخه‌های اصلی رود تویرا، واقع شده و مسیری آبی برای سفر به شکاف دارین محسوب می‌شود. نزدیک‌ترین شهر در این مسیر آبی، ال رئال د سانتا ماریا است که پایتخت ناحیهٔ پینوگانا نیز به‌شمار می‌رود.

## جمعیت‌شناسی
جمعیت یاویزا در سال ۱۹۹۰، برابر با ۸٬۴۵۲ نفر بود که در سال ۲۰۰۰ به ۳٬۳۱۷ نفر کاهش یافت و در سال ۲۰۱۰ دوباره به ۴٬۴۴۱ نفر رسید.

## تاریخچه
این شهر در سپتامبر سال ۱۶۳۸ توسط مبلغان مذهبی اسپانیایی با نام سن خرونیمو د یاویزا بنیان‌گذاری شد. در سال ۱۷۶۰، قلعه‌ای اسپانیایی به نام فورت سن خرونیمو د یاویزا در این منطقه ساخته شد که در سال ۱۷۸۰ طی حملهٔ مردم گونا به‌شدت آسیب دید. در نیمهٔ قرن بیستم، یک سیل نیمی از باقی‌مانده‌های این قلعه را از بین برد.

نقشهٔ گسست دارین و وقفه در بزرگراه پان-آمریکن میان یاویزا، پاناما و توربو، کلمبیا

با ساخت بزرگراه سراسری قارهٔ ‌آمریکا (بزرگراه پان-امریکن)، این مسیر در نهایت به‌صورت یک جادهٔ خاکی به یاویزا رسید. اما برنامه‌ها برای تکمیل مسیر تا کلمبیا متوقف شد و در نتیجه، یاویزا به نقطهٔ پایانی بخش شمالی این بزرگراه تبدیل شد. در سال‌های بعد، بخش‌های پایانی این جاده به یاویزا توسعه یافت و اکنون به‌طور کامل آسفالت شده است.